# Pilszcz (stacja kolejowa)
Pilszcz – nieczynna stacja kolejowa w Pilszczu, w województwie opolskim, w Polsce. Budynek stacji powstał w 1906 roku. Stacja została wyłączona z eksploatacji w 1992 roku, budynek zaadaptowano do innych celów.